# Marijan Pavletić
Marijan Pavletić (Zamask, Petehi, 15. veljače 1932. – Višnjan, 27. prosinca 1998.), hrvatski rimokatolički svećenik i urednik kršćanskog tiska
Rođen u Zamasku. Osnovno i srednje školovanje stekao je u Pazinu na pazinskom sjemeništu i u državnoj gimnaziji. U Pazinu i Rijeci završio je bogosloviju. Nakon zaređenja 1957. godine, službovao po istarskim mjestima. Uređivao Istarsku Danicu 1980. i 1981. godine. Obnašao dužnost dekana Porečkoga dekanata od 1984. do 1994. godine.